# Boryeong
Boryeong (kor. 보령) – miasto w Korei Południowej, w prowincji Chungcheong Południowy. W 2003 liczyło 110 380 mieszkańców.

## Współpraca
- Chińska Republika Ludowa: Qingpu
- Stany Zjednoczone: Shoreline